# 国家地方警察福岡県本部
国家地方警察福岡県本部（こっかちほうけいさつふくおかけんほんぶ）は、旧警察法時代に存在した福岡県の都道府県国家地方警察で、自治体警察を設けない地域を管轄区域とする。また国家地方警察福岡警察管区本部の行政管理を受ける。
1954年（昭和29年）の新警察法の公布により廃止され、新たに都道府県警察として福岡県警察が発足した。

## 組織
1948年（昭和23年）時点
- 総務部
  - 秘書調査課、会計課
- 警務部 　 
  - 人事装備課、教養課
- 刑事部 　 
  - 捜査課、鑑識課、防犯統計課
- 警備部 　 
  - 警備課、交通課、通信課

## 地区警察署
1948年（昭和23年）時点
- 早良地区警察署
- 筑紫地区警察署
- 粕谷地区警察署
- 宗像地区警察署
- 遠賀地区警察署
- 鞍手地区警察署
- 嘉穂地区警察署
- 朝倉地区警察署
- 糸島地区警察署
- 浮羽地区警察署
- 三井地区警察署
- 北三潴地区警察署
- 南三潴地区警察署
- 八女地区警察署
- 黒木地区警察署
- 西山門地区警察署
- 三山地区警察署
- 田川地区警察署
- 京都地区警察署
- 築上地区警察署

## 支所
1948年（昭和23年）時点
- 小倉支所

## 県内の自治体警察
- 福岡市警察
- 小倉市警察
- 門司市警察
- 戸畑市警察
- 若松市警察
- 八幡市警察
- 飯塚市警察
- 直方市警察
- 田川市警察
- 久留米市警察
- 柳川市警察
- 大牟田市警察